# Пионер (кинотеатр, Минск)
«Пионер» (бел. Кінатэатр «Піянер») — широкоформатный кинотеатр в Минске, расположенный по адресу ул. Энгельса дом 20, недалеко от станций метро «Октябрьская» и «Первомайская». Открылся 12 февраля 1966 года. Входит в структуру УП «Киновидеопрокат Мингорисполкома».

## История
Изначально планировался как детский кинотеатр на два зала, однако позднее архитекторы Георгий Заборский и Леонид Левин скорректировали проект, отдав один зал Белорусскому государственному театру кукол.
12 февраля 1966 года кинотеатр открылся чешско-белорусским фильмом режиссёра Льва Голуба «Пущик едет в Прагу». Считался крупнейшим детским кинотеатром в стране.
В 1980-е годы в кинотеатре работал киноклуб «Профиль», в котором показывались ретроспективы известных авторов. В 2000-е годы демонстрировались индийские фильмы.
В 2012 году кинотеатр был оснащён цифровым оборудованием c возможностью показа фильмов 3D.
28 июля 2016 года кинотеатр закрылся на ремонт.
9 ноября 2017 года на втором этаже вместо типографии открылся второй зал на 49 мест.
Среди действующих кинотеатров города «Пионер» шестой по возрасту, уступив кинотеатрам «Победа» (на реконструкции), «Центральный», «Ракета», «Мир» и «Комсомолец».
В связи с пандемией COVID-19 кинотеатр был закрыт с 16 апреля по 24 сентября 2020 года.

## Описание
Главный фасад здания представляет собой тематическое панно из цветного стекла. В фойе расположены мозаичное панно «Счастливое детство», зимний сад и бассейн с рыбками.
Состоит из основного зала на 278 мест и второго зала на 49 мест, в котором размещён проектор BARCO DP2K-6E.
«Пионер» стал последним кинотеатром, в котором некоторые афиши рисуются вручную.